# Mike Elliott
Mike Elliott (St Austell, 4 de junho de 1974), é um aerodinamicista britânico que trabalhou na equipe Mercedes de Fórmula 1 até outubro de 2023.

## Carreira
Elliott começou sua carreira no automobilismo em agosto de 2000 como aerodinamicista da McLaren. Em 2002, ele então se tornou um aerodinamicista de pista antes de progredir para ser o líder da equipe de desempenho aerodinâmico da McLaren em 2006.
Em novembro de 2008, Elliott se mudou para a equipe Renault de Fórmula 1 para se tornar o principal aerodinamicista, ele permaneceu com a equipe de Enstone — que foi transformada na Lotus F1 Team para a temporada de 2012 — até julho de 2012, quando se mudou para a Mercedes para se tornar o chefe de aerodinâmica. Em Elliott de 2017, ele substituiu Geoff Willis como diretor de tecnologia da equipe Mercedes.
Em 9 de abril de 2021, a Mercedes anunciou que Elliott seria promovido para o cargo de diretor técnico da equipe em 1 de julho. Ele substituiu James Allison que assumiu a função de chefe de operações técnicas na mesma data. Entretanto, em 21 de abril de 2023, foi anunciado que Elliott havia trocado de funções com Allison, que retornou como diretor técnico, enquanto Elliott se tornou chefe do departamento técnico da equipe. No final de outubro de 2023, a Mercedes anunciou que Elliott havia deixado de fazer parte do quadro de funcionários da equipe.